# Przemysław Myszor
Przemysław Paweł Myszor (ur. 13 lipca 1969) – polski muzyk, kompozytor i instrumentalista. Członek Akademii Fonograficznej ZPAV.
Pochodzi z rodziny o tradycjach muzycznych – ojciec jest chórmistrzem i dyrygentem chóru męskiego „Hejnał”, a matka – nauczycielką muzyki. Z wykształcenia jest nauczycielem muzyki, ukończył Wyższą Szkołę Pedagogiczną w Kielcach. Pracował jako nauczyciel przedmiotów artystycznych w szkole podstawowej. 
Grał w mysłowickim zespole October’s Children. W 1996 dołączył do zespołu Myslovitz, w którym gra na instrumentach klawiszowych i gitarze oraz pisze piosenki; napisał w całości m.in. utwory: „Acidland”, „Nocnym pociągiem aż do końca świata”, „Pocztówka z lotniska” i „Kraków”.
Udziela się w zespole Delons. Napisał piosenkę dla Krzysztofa Krawczyka „Bo jesteś ty”. W 2011 wziął udział w nagraniu płyty Maryli Rodowicz pt. Buty 2, grając na  dzwonkach, fortepianie i omnichordzie. Wraz z Wojtkiem Powagą i Tomkiem Makowieckim tworzy projekt NO! NO! NO!.